# Fioravante Palestini
Fioravante Palestini (Giulianova, 9 settembre 1946) è un ex criminale italiano.
È famoso per essere stato testimonial della pubblicità dei biscotti Plasmon ed essere poi diventato un trafficante di droga.

## Biografia
Meglio noto col soprannome di Gabriellino, a partire dal 1963 fu protagonista della pubblicità dei biscotti Plasmon in cui scolpiva il nome della società sul capitello di una colonna greca. Giovane marinaio e pescatore dal fisico prestante, Palestini era stato notato dal regista dello spot, Sergio Tombolini, su una spiaggia di Giulianova.
Negli anni successivi fu protagonista di alcuni altri spot, ma interruppe presto la sua carriera di attore, preferendo trasferirsi in Germania. Qui lavorò come buttafuori passando presto alla gestione di alcune bische clandestine e di case chiuse.
Dopo aver ricevuto diverse denunce per aggressione, decise di tornare in Italia: aprì un negozio a Giulianova, prima di essere introdotto nel commercio internazionale di droga, per il tramite di Gaspare Mutolo, conosciuto nei primi anni '80, all'epoca in cui si trovava in semilibertà a Teramo.
L'8 maggio 1983 in Thailandia s'imbarcò sulla nave cargo Alexandros che trasportava 250 kg di eroina alla volta del Canale di Suez. Qui la nave venne fermata dagli agenti dell'Interpol e dell'FBI e Fioravante venne arrestato e condannato a 25 anni di carcere da scontare nel penitenziario di massima sicurezza Tora Liman situato nella città egiziana di Tora. Ne scontò 20, fino all'estradizione in Italia, avvenuta nel 2003.
Tornò a far parlare di sé il 27 agosto 2009: partito dalla città di Sebenico, in Croazia, con un pattino a remi, vogò per circa 30 ore seguito da una barca appoggio, raggiungendo Giulianova, sua città natale.
Replicò la traversata Sebenico-Giulianova il 29 agosto 2017, migliorando il suo stesso record a 27 ore e 30 minuti, all'età di 71 anni.
Un nuovo tentativo, questa volta non in solitaria ma con una staffetta a tre, era stato pianificato per il settembre 2023. La traversata fu tuttavia interrotta per le proibitive condizioni del mare.
Nel 2010 la Rai, nel programma Dixit in onda su Rai Storia, gli ha dedicato un documentario di natura biografica.